# Престон (Небраска)
Престон (англ. Preston) — селище (англ. village) в США, в окрузі Річардсон штату Небраска. Населення — 19 осіб (2020).

## Географія
Престон розташований за координатами 40°2′5″ пн. ш. 95°31′5″ зх. д. / 40.03472° пн. ш. 95.51806° зх. д. (40.034587, -95.518106).  За даними Бюро перепису населення США в 2010 році селище мало площу 0,15 км², уся площа — суходіл.

## Демографія
Згідно з переписом 2010 року, у селищі мешкало 28 осіб у 13 домогосподарствах у складі 9 родин. Густота населення становила 190 осіб/км².  Було 14 помешкання (95/км²).
Расовий склад населення:
| - 82,1 % — білих - 14,3 % — корінних американців |

До двох чи більше рас належало 3,6 %. Частка іспаномовних становила 3,6 % від усіх жителів.
За віковим діапазоном населення розподілялося таким чином: 10,7 % — особи молодші 18 років, 46,4 % — особи у віці 18—64 років, 42,9 % — особи у віці 65 років та старші. Медіана віку мешканця становила 50,5 року. На 100 осіб жіночої статі у селищі припадало 154,5 чоловіків;  на 100 жінок у віці від 18 років та старших — 177,8 чоловіків також старших 18 років.
Середній дохід на одне домашнє господарство  становив 59 845 доларів США (медіана — 58 125), а середній дохід на одну сім'ю — 63 044 долари (медіана — 59 375). 
Цивільне працевлаштоване населення становило 16 осіб. Основні галузі зайнятості: освіта, охорона здоров'я та соціальна допомога — 43,8 %, оптова торгівля — 25,0 %, виробництво — 18,8 %.